# CA-30
La CA-30 est une rocade autoroutière urbaine en projet qui va[Quand ?] entourer Jerez de la Frontera (Espagne) par le sud en desservant les différentes zones de la ville.
Elle va relier l'A-4 à l'est jusqu'au nœud autoroutier AP-4/A-381 à l'ouest de l'agglomération. 
Elle sera composée de cinq échangeurs qui desserviront le centre-ville, et les zones d'activités.

## Tracé
- Elle va se détacher de l'A-4 tout près du Sherez Golf Jerez et se terminer à l'ouest en se bifurquant avec l'AP-4 et l'A-381 tout près de Lomopardo.

## Référence
- Nomenclature